# Sandro Balletto
Sandro Balletto (Cagliari, 13 dicembre 1944) è un politico italiano, già presidente della Provincia di Cagliari.

## Biografia
Alle Elezioni provinciali del 2000 viene candidato presidente della Provincia di Cagliari da una coalizione di centro-destra: al primo turno ottiene il 49,3% dei voti, poi vince il ballottaggio con il 52,2%. Resta in carica come presidente fino alla scadenza del mandato, nel 2005. 